# Aral Moreira
Aral Moreira, amtlich Município de Aral Moreira, ist eine Stadt im brasilianischen Bundesstaat Mato Grosso do Sul in der Mesoregion Süd-West in der Mikroregion Dourados.

## Geschichte

### Herkunft des Namens
Der Name ist eine posthume Hommage an den Abgeordneten Aral Moreira.

## Geografie

### Lage
Die Stadt liegt 367 km von der Hauptstadt des Bundesstaates (Campo Grande) und 1382 km von der Landeshauptstadt (Brasília) entfernt. Sie liegt an der Grenze von Paraguay.

### Klima
Die Stadt hat feuchtes tropisches Höhenklima. Im Winter kann die Temperatur bis auf Null sinken, im Sommer können die 40 Grad überschritten werden.  Die Luftfeuchtigkeit liegt zwischen 40 und 60 %. Die Trockenzeit liegt zwischen dem 15. Mai und dem 15. August, Regenzeit ist von September bis April.

### Gewässer
Die Stadt steht unter dem Einfluss des Río Paraguay und des Rio Paraná, die zum Flusssystem des Río de la Plata gehören.

### Vegetation
Das Gebiet ist ein Teil der Cerrados (Savanne Zentralbrasiliens).

### BIP pro Kopf und HDI
Das Bruttosozialprodukt pro Kopf lag 2015 bei 40.099,69 Real, der Index der menschlichen Entwicklung (HDI) 2010 bei 0,633.